# GodWeenSatan: The Oneness
GodWeenSatan: The Oneness — дебютный студийный альбом американской рок-группы Ween. Он был выпущен 16 ноября 1990 года лейблом Twin/Tone Records. Альбом представляет несколько ключевых тем для группы, в том числе их эклектизм, гонзо-юмор и их демонического бога/талисмана, Бугниша.
Альбом содержит несколько треков, которые долгое время были основными в живых выступлениях Ween, таких как «You Fucked Up», «Fat Lenny», «Marble Tulip Juicy Tree» и «L.M.L.Y.P.».

## История
Альбом был написан и исполнен Аароном Фрименом и Микки Мельчиондо, которые начали вместе сочинять и записывать музыку, когда им было 14 лет. Вскоре они взяли себе название Ween и начали записывать домашние кассеты. Самая ранняя песня из GodWeenSatan, «I Gots A Weasel», впервые появилась в расширенной версии на их мини-альбоме Ween WAD 1985 года.
В 16 лет Ween выпустили свою первую кассету альбомной длины, The Crucial Squeegie Lip, на Birdo’pray Records, на которой была представлена короткая версия «You Fucked Up».
Дин Уин позже назвал этот альбом «лучшими хитами» из материала, написанного дуэтом за первые шесть лет. Во время записи он использовал гитару Fender Musicmaster 1958 года выпуска.
К моменту выхода альбома в ноябре 1990 года дуэт уже записал свой второй альбом, The Pod. GodWeenSatan стал единственным релизом Ween на лейбле Twin/Tone Records.
В 2016 году Ween выпустили альбом GodWeenSatan Live, концертную запись с тура, записанного 14 сентября 2001 года, во время которого группа исполнила весь альбом. Это был их первый концертный релиз с 2008 года. Альбом был выпущен примерно в то же время, что и The Deaner Album группы The Dean Ween.

## Отзывы
| Оценки критиков               | Оценки критиков |
| Источник                      | Оценка          |
| ----------------------------- | --------------- |
| AllMusic                      | [ 14 ]          |
| Entertainment Weekly          | B+              |
| OndaRock                      | 7/10            |
| Pitchfork                     | 9.6/10          |
| The Rolling Stone Album Guide | [ 18 ]          |
| Select                        | 4/5             |
| Spin Alternative Record Guide | 7/10            |
| Sputnikmusic                  | 4.0/5           |
| Uncut                         | [ 22 ]          |
| The Village Voice             | [ 23 ]          |

Альбом получил в целом положительные отзывы от современных музыкальных критиков.
Дэвид Браун, пишущий для Entertainment Weekly, похвалил глупость и часто раздражительный характер альбома, написав: «Поскольку он неконтролируемо переходит от глупости к неслушабельности, God Ween Satan становится энергичным звуком двух уличных сумасбродов, которые изо всех сил ругают весь мир. Равные возможности для умных идиотов наказать массы с помощью современного записывающего оборудования — это действительно замечательная вещь». Эндрю Перри из Select написал, что Ween черпают свою «звуковую деменцию» из пост-хардкора, но стилистический диапазон группы гораздо шире и включает пародии на баблгам-поп и лаверс-рок. Он пришёл к выводу, что «анархичный» альбом «нереально разнообразен и никогда не надоедает. Вы никогда раньше не слышали ничего подобного».
В ретроспективном обзоре Мэтт ЛеМэй из Pitchfork написал: «Не боясь говорить „fuck“ без видимой причины, не боясь рок-н-роллить на дешёвых метал-риффах и не боясь разносить в пух и прах практически все виды музыки, Ween сумели запечатлеть суть своего звучания на своём дебютном альбоме не хуже, чем на любом более позднем альбоме». Uncut описывает альбом как содержащий пастиши «всего, что есть на рок-планете», причём Ween «в равной степени» оскорбляют и радуют слушателя. Хизер Фэрс из AllMusic описала GodWeenSatan как «почти столь же эклектичный и вдохновенный», как и последующие альбомы Ween, с ощутимым чувством веселья, которое делает его «больше, чем просто многообещающим дебютом». Менее благосклонным был Роберт Кристгау из The Village Voice, который пошутил по поводу «L.M.L.Y.P.», что Ween «девять минут болтали о киске (хорошая идея) с принсевским блюзовым акцентом (плохая идея)».
В рецензии Punk News на альбомы The Mollusk, GodWeenSatan и The Pod говорится, что Ween заняли «обширную нишу в экспериментальной музыке, которая была полна великолепных идей, но лишённая фокуса». В ретроспективном обзоре Far Out Magazine на альбом The Mollusk также говорится, что в первых двух альбомах дуэта не было ничего, что "даже намекало бы на что-то, что можно было бы считать «коммерческим».

## Список композиций
Все треки написаны Ween, за исключением «L.M.L.Y.P.», который содержит частичный кавер на «Shockadelica» и элементы «Alphabet St.» Принса, и «El Camino», который содержит частичный кавер на «White Rabbit» группы Jefferson Airplane. Ближе к концу «Birthday Boy» начинает играть «Echoes» Pink Floyd, поскольку Ween записывали на кассеты, которые уже содержали материал.
| №                   | Название                          | Длительность |
| ------------------- | --------------------------------- | ------------ |
| 1.                  | «You Fucked Up»                   | 1:37         |
| 2.                  | «Tick»                            | 1:53         |
| 3.                  | «I'm in the Mood to Move»         | 1:16         |
| 4.                  | «I Gots a Weasel»                 | 1:22         |
| 5.                  | «Fat Lenny»                       | 2:07         |
| 6.                  | «Cold and Wet»                    | 1:12         |
| 7.                  | «Bumblebee»                       | 1:19         |
| 8.                  | «Bumblebee Part 2 (2001 Reissue)» | 1:23         |
| 9.                  | «Don't Laugh (I Love You)»        | 2:49         |
| 10.                 | «Never Squeal»                    | 2:25         |
| 11.                 | «Up on the Hill»                  | 1:56         |
| 12.                 | «Wayne's Pet Youngin · »          | 1:41         |
| 13.                 | «Nicole»                          | 9:20         |
| 14.                 | «Common Bitch»                    | 1:46         |
| 15.                 | «El Camino»                       | 2:17         |
| 16.                 | «Old Queen Cole»                  | 1:34         |
| 17.                 | «Stacey (2001 Reissue)»           | 1:58         |
| 18.                 | «Nan»                             | 2:55         |
| 19.                 | «Licking the Palm for Guava»      | 1:07         |
| 20.                 | «Mushroom Festival in Hell»       | 2:35         |
| 21.                 | «L.M.L.Y.P.»                      | 8:48         |
| 22.                 | «Papa Zit»                        | 1:15         |
| 23.                 | «Hippy Smell (2001 Reissue)»      | 2:11         |
| 24.                 | «Old Man Thunder»                 | 0:23         |
| 25.                 | «Birthday Boy»                    | 3:31         |
| 26.                 | «Blackjack»                       | 4:36         |
| 27.                 | «Squelch the Weasel»              | 3:11         |
| 28.                 | «Marble Tulip Juicy Tree»         | 5:24         |
| 29.                 | «Puffy Cloud»                     | 2:40         |
| Общая длительность: | Общая длительность:               | 1:16:31      |

- «Bumblebee Part 2», «Stacey» и «Hippy Smell» не входят в альбом, выпущенный до 2001 года.